# Galaxie 500
Galaxie 500 var en amerikansk drömpopgrupp från Cambridge i Massachusetts. Gruppen bildades 1987 och släppte tre studioalbum innan upplösningen 1991.
Efter bandets upplösning fortsatte frontmannen Dean Wareham i gruppen Luna, medan Damon Krukowski och Naomi Yang bildade Damon and Naomi.

## Diskografi
Studioalbum
- 1988 – Today
- 1989 – On Fire
- 1990 – This Is Our Music

Singlar/EP
- Tugboat / King of Spain (1988)
- Blue Thunder / Hail (delad singel med Straitjacket Fits) (1989)
- Blue Thunder EP (1990)
- Rain / Don't Let Our Youth Go to Waste (1990)
- Fourth of July / Here She Comes Now (1990)
- Snowstorm (live) / Pictures (live) (2004)